# Sebastes levis
Espèce
Sebastes levis est une espèce de poissons de la famille des Scorpaenidae.

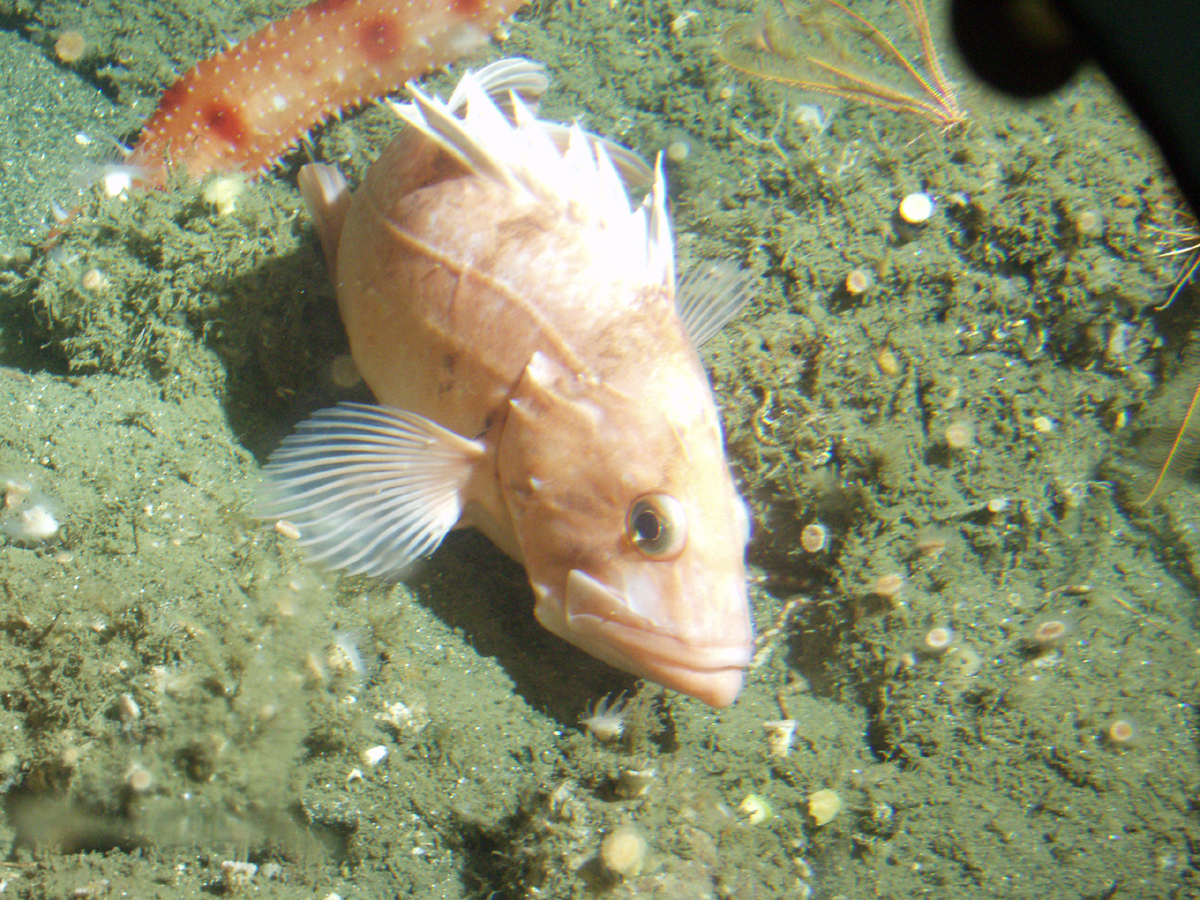
Sebastes levis